# Lithosia pavescens
Lithosia pavescens là một loài bướm đêm thuộc phân họ Arctiinae, họ Erebidae.